# Christophorus 5
Christophorus 5 ist die Bezeichnung für den Standort eines Notarzthubschraubers des Christophorus Flugrettungsvereins unter dem Dach des Österreichischen Automobil-, Motorrad- und Touring Clubs.
Der Hubschrauberstützpunkt wurde 1987 als Christophorus 1a zur notärztlichen Abdeckung der großen Wintersportgebiete in Betrieb genommen. Nach erfolgreichem Testbetrieb war er ab dem folgenden Jahr unter dem Namen Christophorus 5 zunächst nur in den Wintermonaten im Einsatz. 1991 erfolgte die Erweiterung der Bereitschaft auf den Sommer, seit 1993 steht der Christophorus 5 ganzjährig im Einsatz. Bis 1997 war er auf dem Gelände der Pontlatz-Kaserne in Landeck stationiert, ehe man ihn zu dem neu gebauten Heliport in Zams umsiedelte.
Zu einem Unglücksfall kam es am 19. August 1992. Der Christophorus 5 stürzte bei einem Einsatz in dem Bezirk Reutte ab, die Notärztin verlor dabei ihr Leben.
Die Einsatzbereitschaft beginnt täglich um 7 Uhr und endet mit der bürgerlichen Abenddämmerung. Die Alarmierung erfolgt etwa 750 bis 850 Mal im Jahr durch die Leitstelle Tirol.
Die eingesetzte Maschine des Typs H135 wird aus dem Flottenpool des Christophorus Flugrettungsvereins gestellt und wird je nach Wartungsbedarf regelmäßig durch eine andere baugleiche Maschine ersetzt.